# Malin Persson Giolito
Pour les articles homonymes, voir Persson.
Malin Persson Giolito, née Anna Malin Ulrika Persson le 25 septembre 1969 à Stockholm, en Suède, est une romancière et juriste suédoise. Avec le thriller Rien de plus grand (Störst av allt), elle a notamment remporté le prix du meilleur roman policier suédois en 2016, le prix Clé de verre en 2017 et le prix du polar européen en 2018.

## Biographie
Fille de l'écrivain et criminologue Leif G. W. Persson et de Birgitta Liedstrand, Malin Persson Giolito naît à Stockholm le 25 septembre 1969. Elle grandit à Djursholm en Suède.
Elle est diplômée de l'université d'Uppsala en 1994 et travaille à la Cour de Justices des Communautés européennes à Luxembourg . Elle étudie également au collège d'Europe à Bruges, à l'Université de Stockholm et à l'Université catholique de l'Ouest en France.
De 1997 à 2007, Malin Persson Giolito travaille chez Mannheimer Swartling (sv) puis, à partir de 2008, comme juriste en droit de la concurrence à la Commission européenne .
Elle commence la même année une carrière de romancière avec la publication de Dubbla slag suivi des romans noirs L'Enfant qui ne souriait pas (Bara ett barn) en 2010 et Bortom varje rimligt tvivel en 2012. Depuis 2015, elle se consacre à l'écriture à plein temps et vit à Bruxelles avec sa famille.
En 2016, le thriller Rien de plus grand (Störst av allt) remporte le prix du meilleur roman policier suédois puis le prix Clé de verre en 2017 et le prix du polar européen en 2018.
En septembre 2017, Netflix annonce l'adaptation du roman Rien de plus grand (Störst av allt) en une série dramatique policière. La série est disponible le 5 avril sous le nom de Quicksand.
Elle écrit également pour le magazine Amelia (en) sur des questions littéraires .

## Œuvre
- Dubbla slag (2008)
- Bara ett barn (2010) Publié en français sous le titre L'Enfant qui ne souriait pas, traduction de Carine Bruy, Paris, éditions Belfond, 2013
- Bortom varje rimligt tvivel (2012)
- Störst av allt (2016) Publié en français sous le titre Rien de plus grand, traduction de Laurence Mennerich, Paris, Presses de la Cité, 2018, 492 pages,  (ISBN 978-2-258-14348-7)
- Processen (2018)
- I dina händer (2022) Publié en français sous le titre Délits mineurs, traduction de Laurence Mennerich, Paris, Presses de la Cité, 2023, 432 pages,  (ISBN 978-2-258-14348-7)

## Prix et distinctions notables
- Pour le roman Rien de plus grand (Störst av allt) :
  - Prix du meilleur roman policier suédois 2016[6].
  - Livre de l'année du Bonnier's Book Clubs', deuxième prix.
  - Prix Clé de verre 2017 pour Störst af allt[7].
  - Prix du polar européen 2018 pour Rien de plus grand[8].
  - Prix du meilleur roman policier scandinave de l'année (Petrona Award)[9]